# Domkyrkoplatsen

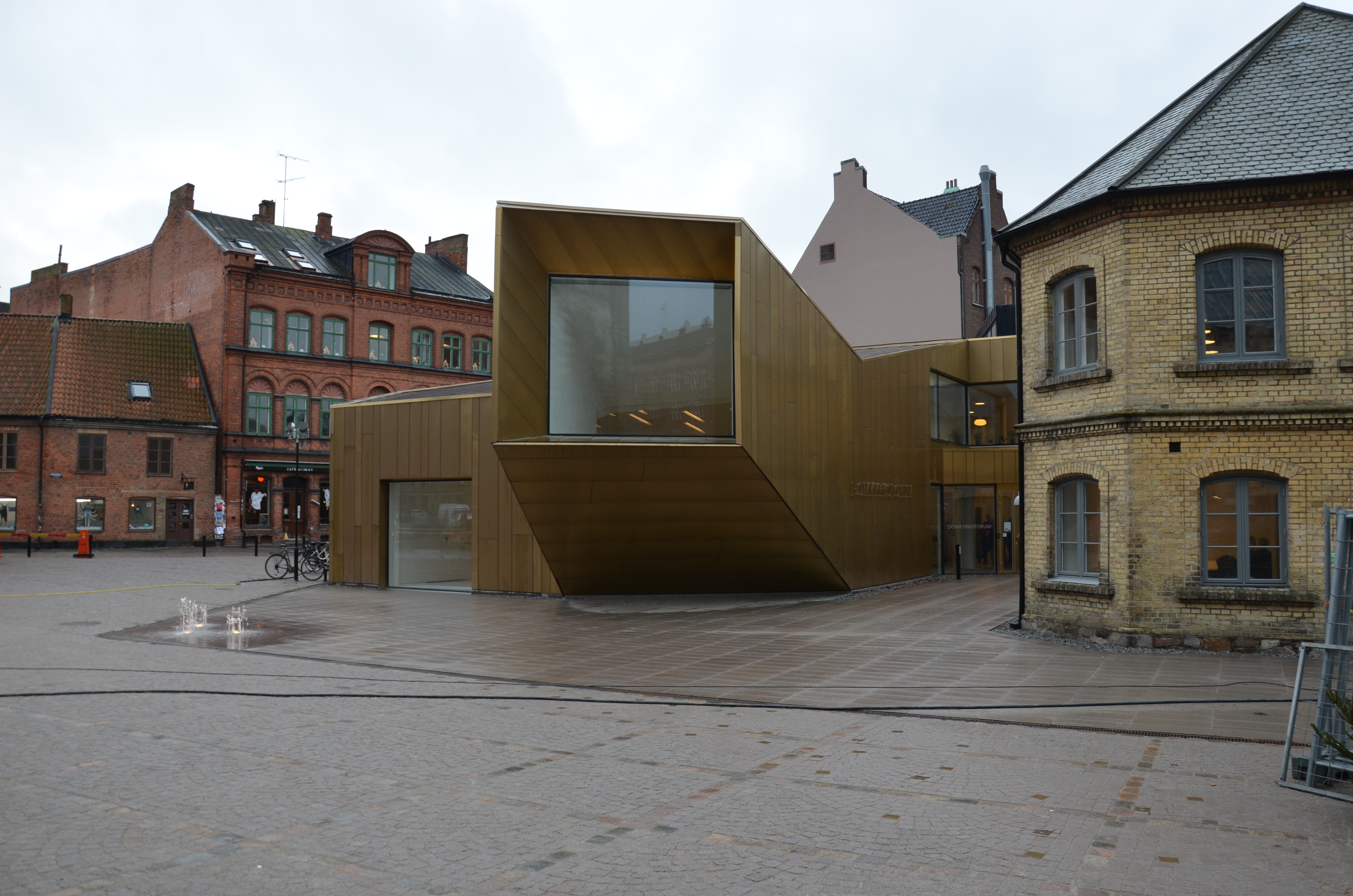
Domkyrkoforum sett från Domkyrkoplatsen.

Domkyrkoplatsen är ett under 2011 nybildat torg i centrala Lund. Torget är beläget mellan domkyrkan och Domkyrkoforum. Torget invigdes tillsammans med Domkyrkoforum genom biskop Antje Jackelén vid en böneceremoni i domkyrkan den 26 november 2011.
Namnsättning sker i Lund genom Byggnadsnämndens beslut. Under namngivningsproceduren av torget uppkom en diskussion kring efterledet -plan eller -plats som gav nationell efterklang . Ärendet återremitterades för nytt beslut med -plats i stället för -plan som efterled, medan man direkt tog beslut att återupprätta cirka 20 meter av den tidigare existerande Lilla kyrkogatan som går in mot Domkyrkoforums utgång mot domkyrkan. 
Från Domkyrkoplatsen har man fri sikt mot domkyrkan, klosterkyrkan via Klostergatan, Liberiet och Domkyrkoforum. På torget finns en staty av Henric Schartau.